# لاگواردیا

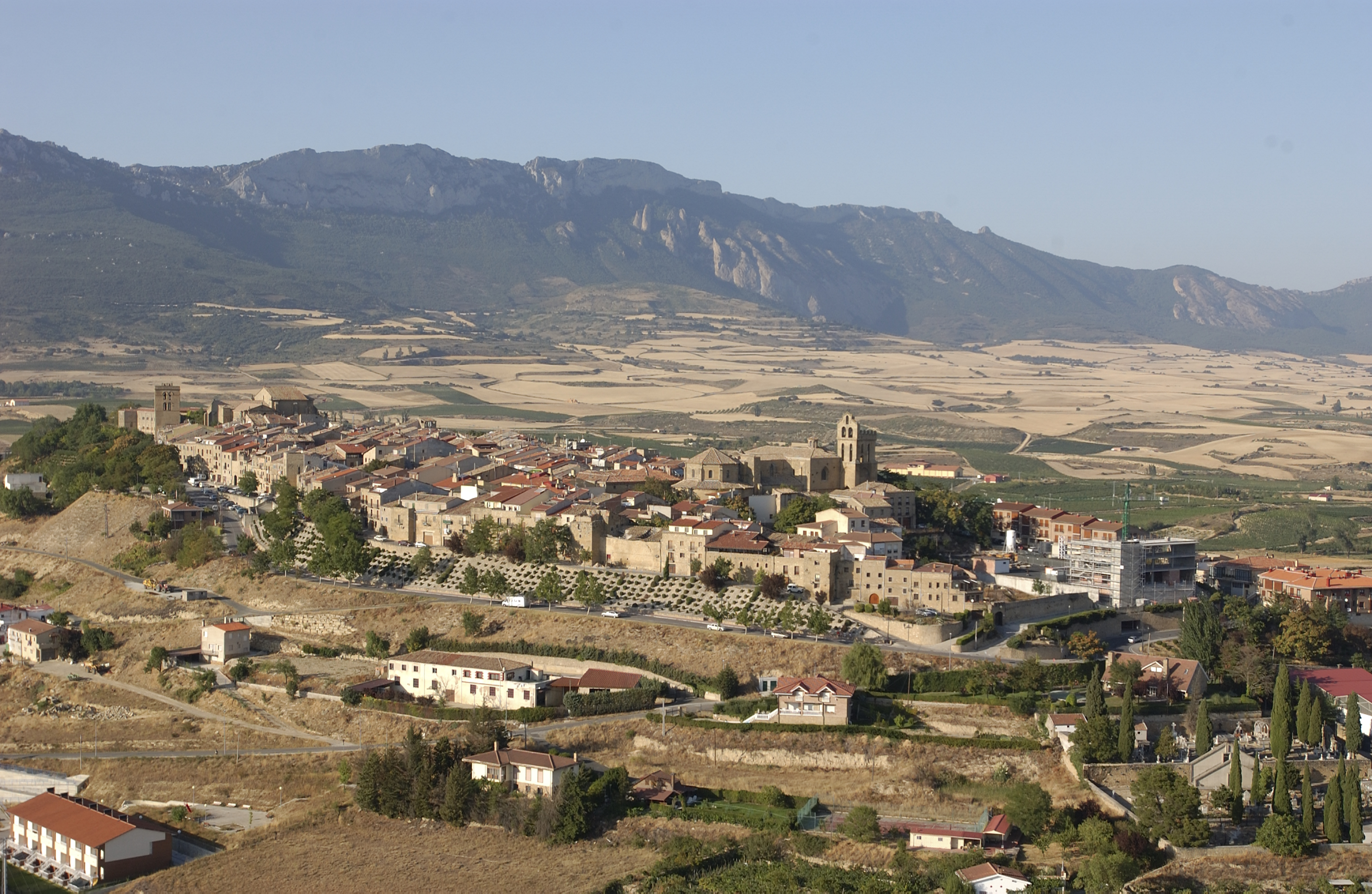
نمایی از دهستان لاگواردیا در استان آلابای اسپانیا - ۲۰۰۵

لاگواردیا دهستانی در استان آلابای اسپانیا است.
در این دهستان 1485 نفر زندگی می‌کنند. مساحت این دهستان 81.09 کیلومتر مربع است.

## مراجع
- نام، جمعیت و مساحت از درگاه ملی آمار (اسپانیا) گرفته شده است.